# Jakub Prüher
Jakub Prüher (* 2. ledna 1968 České Budějovice) je český trenér a bývalý český a československý vodní slalomář, kanoista závodící v kategorii C1.
Startoval na Letních olympijských hrách 1992 v Barceloně, kde se umístil na 29. místě. Je trenérem mládeže ve vodním slalomu a předsedou SK Vodní slalom České Budějovice.